# فانغتشنغباو
1. ↑  "BYD Fang Cheng Bao reaches 100,000th unit delivery milestone" (بالصينية). Archived from the original on 2025-05-21. Retrieved 2025-07-30.{{استشهاد ويب}}:  صيانة الاستشهاد: لغة غير مدعومة (link)

فانغتشنغباو ( (بالصينية: 方程豹؛ بالترجمة الحرفية 'formula leopard') (بالإنجليزية: Formula Leopard) وتُكتب أيضًا "فانج تشنغ باو" (Fang Cheng Bao) هي علامة تجارية صينية للسيارات الكهربائية الفاخرة مملوكة لشركة BYD Auto ويتم تسويقها بواسطة شركة Shenzhen Fangchengbao Auto Sales Co., Ltd. كما تمتلك BYD علامات تجارية لمتغير باللغة الإنجليزية، فورمولا باو .  تم طرح العلامة التجارية في يونيو 2023، وتنتج بشكل أساسي سيارات الدفع الرباعي الموجهة للأداء والتي تستهدف قطاعات الطرق الوعرة والحلبات .
سيتم تصدير مركبات فانجتشنغباو خارج الصين تحت العلامة التجارية دينزا .   
1. ↑  USPTO. "FORMULA BAO - Byd Company Limited Trademark Registration". USPTO.report (بالإنجليزية). Archived from the original on 2025-04-24. Retrieved 2024-02-23.
2. ↑  Andrews, Mark (8 Jul 2024). "Denza going to Europe and taking a rebadged Fangchengbao Bao with it". CarNewsChina.com (بالإنجليزية الأمريكية). Archived from the original on 2025-02-18. Retrieved 2024-10-28.
3. ↑  Nguyen, Tung (27 Oct 2024). "How BYD has brought the Shark 6 plug-in hybrid ute to Australia so quickly". Drive (بالإنجليزية). Archived from the original on 2024-12-24. Retrieved 2024-10-28.
4. ↑  "Impressões: Denza Bao 5 chega em 2025 mais potente e barato que Defender". Quatro Rodas (بالبرتغالية البرازيلية). Archived from the original on 2024-12-26. Retrieved 2024-10-28.